# Service Interface for Real Time Information
Das Service Interface for Real Time Information oder SIRI ist ein XML-Protokoll zum Austausch von Echtzeitdaten im Bereich des ÖPNV.
Ursprünglich wurde SIRI von Unternehmen und Verbänden des ÖPNV aus Frankreich, Deutschland (VDV), Skandinavien und dem Vereinigten Königreich (RTIG) entwickelt. Im Oktober 2006 wurde es von der CEN unter der Nummer CEN/TS 15531 als europäischer Standard übernommen. SIRI baut auf den unterschiedlichen nationalen Normen Transmodel, VDV453, VDV454, RTIGXml und Trident auf.

## Verwendung
Über die SIRI-Schnittstelle können zwei Seiten Echtzeitinformationen über den Fahrplan, die Fahrzeuge und die Anschlüsse eines Verkehrsunternehmens austauschen. Beispielsweise können so zwei rechnergestützte Betriebsleitsystemen (RBL) miteinander Informationen austauschen. Auch Fahrplanauskunftssysteme können die über SIRI ausgelieferten Echtzeitinformationen verwenden, um Abweichungen vom Sollfahrplan oder prognostizierte Ankunfts- und Abfahrtszeiten anzuzeigen. Die in Norwegen als Open Data bereitgestellten SIRI-Informationen können so beispielsweise von jedermann in das freie Fahrplanauskunftssystem OpenTripPlanner integriert werden.
Weiter können mit dem Format Anschlussinformationen beim Fahrgastwechsel zwischen Fahrzeugen und allgemeine Statusinformationen ausgetauscht werden.

## Anwendungen
SIRI ist in der Delegierten Verordnung (EU) 2017/1926 als Austauschformat für die Bereitstellung EU-weiter multimodaler Reiseinformationsdienste festgelegt.
Seit 2008 wird bei den Stadtwerken München (SWM) neben dem deutschen Standard VDV453 auch SIRI genutzt, u. a. zur Ankopplung des RBLs für den Busverkehr an die Internetauskunft www.mvg-live.de.